# Les Amis de la Terre
 (août 2018).
Les Amis de la Terre (en anglais, Friends of the Earth ou FoE) sont une organisation non gouvernementale (ONG) internationale de protection de l'homme et de l'environnement créée en 1969 aux États-Unis.

## Historique
Friends of the Earth est créée en 1969 aux États-Unis par David Brower avec le soutien financier de Robert O. Anderson (en), fondateur et propriétaire de la compagnie pétrolière américaine ARCO. Des groupes analogues se créent dans les années suivantes en Suède, France et Angleterre.
Le secrétariat international s'installe à Londres en 1971, année où elle organise la première manifestation mondiale contre les centrales nucléaires. Il est aujourd'hui basé à Amsterdam, aux Pays-Bas.
Devenue une fédération composée de 73 groupes membres, la fédération des Amis de la Terre International a débuté par des réunions d’écologistes de différents pays, qui avaient initialement convenu de mener conjointement des campagnes sur des sujets controversés et d’une importance cruciale, tels que l’énergie nucléaire et la pêche à la baleine.
Le réseau de Friends of the Earth s'élargit aux pays du sud au début des années 1980. La Coordination européenne des Amis de la Terre connue en tant que Friends of the Earth Europe (FoEE) est fondée en 1985 et représente à ce jour[Quand ?] la plus large fédération écologiste européenne avec une trentaine de groupes membres, coordonnant à l'échelle communautaire, des campagnes de plaidoyer ou de mobilisation, et des actions en direction des responsables politiques à Bruxelles.
Le ministre de l'Environnement (1991-1992, gouvernement d'Édith Cresson) Brice Lalonde a été porte-parole du mouvement Les Amis de la Terre au début des années quatre-vingt.